# Arlequinus krebsi
Arlequinus krebsi es una especie de anfibios de la familia Hyperoliidae. es monotípica del género Arlequinus.
Es endémica de Camerún.
Su hábitat natural incluye bosques tropicales o subtropicales secos y a baja altitud y marismas de agua dulce.
Está amenazada de extinción por la pérdida de su hábitat natural.